# Tina Schlegel
Tina Schlegel (* 20. Januar 1974 in Homburg (Saar)) ist eine deutsche Schriftstellerin, Kulturjournalistin und Dozentin. Sie ist insbesondere bekannt für ihre Krimireihen um die Ermittler Paul Sito und Roman Enzig sowie um Kommissarin Cora Merlin.

## Leben
Nach dem Abitur zog Schlegel nach Konstanz, wo sie Literaturwissenschaft, Geschichte, Kunst- und Medienwissenschaften studierte. In dieser Zeit begann sie mit dem Schreiben der Krimireihen um Paul Sito und Roman Enzig; später entstand die Reihe um Kommissarin Cora Merlin.
Anschließend arbeitete sie als Regieassistentin an der Komödie Düsseldorf und absolvierte parallel die Drehbuchwerkstatt der ToPTalente-Akademie in München. 2008 zog sie nach München, um an der Hochschule für Fernsehen und Film München „Kulturkritik“ zu studieren – Diplomabschluss 2010. Während dieser Zeit schrieb sie für die Münchner Abendzeitung, die Süddeutsche Zeitung, den Uschtrin Verlag sowie für Theaterfestivals in München und Hamburg.
Seit 2012 arbeitet Schlegel als freie Kulturjournalistin für die Augsburger Allgemeine und seit 2023 auch für die Rheinische Post. Zudem ist sie als Autorin, Lektorin und Dozentin für biographisches und kreatives Schreiben tätig. Sie lebt seit 2020 mit ihrer Familie in Kempen (Niederrhein).

## Werk

### Kriminalromane

#### Reihe um Paul Sito & Roman Enzig
- Schreie im Nebel. Emons Verlag, Köln 2015  ISBN  978-3954517237
- Die dunkle Seite des Sees. Emons Verlag, Köln 2017 ISBN 978-3740800789
- Der Wolf vom Bodensee. Emons Verlag, Köln 2019 ISBN  978-3740804701
- Still schweigt der See. Emons Verlag, Köln 2020 ISBN 978-3740809362
- Tief am Grund des Sees. Emons Verlag, Köln 2022 ISBN 978-3740815868

#### Reihe um Kommissarin Cora Merlin
- Gewittersee. Emons Verlag, Köln 2019 ISBN 978-3740806774
- So kalt der See. Emons Verlag, Köln 2022 ISBN 978-3740813352
- Der See und der Tod. Emons Verlag, Köln 2025 ISBN 978-3740823870

### Romane
- Vier Herzen am See. Emons Verlag, 2023 ISBN 978-3740817985

### Weitere Veröffentlichungen
- Lametta für ein ganzes Jahr – Geschichten von meiner Tochter und mir, der Liebe und 1000 Ameisen. Scribo Verlag Steinenbronn, 2018 ISBN 978-3937310992
- Der Anfang von etwas Schönem in: Jetzt. Kurzgeschichten. Verlag Anton Pustet, Salzburg 2024 ISBN 978-3702581169
- 14 Sekunden“, in: Die Würde des Menschen ist unantastbar, Edition 8 Geschichten. Achter Verlag, Weinheim 2024 ISBN 978-3948028312
- Vom Ende aller Tage, in: Hoffnung, Edition 8 Geschichten. Achter Verlag, Weinheim 2023 ISBN 978-3948028268

## Auszeichnungen
2021: 
- Stipendium der VG Wort für Tief am Grund des Sees

2022:
- 1. Platz Moerser Literaturpreis[1]
- 3. Platz Föhrer Lyrikpreis „Föhr erlesen“
- 1. Platz Große Lovestory-Preis der Tatwort Medienagentur für Luisas Lächeln (AT)
- Stipendium des Deutschen Literaturfonds für Tief am Grund des Sees

2023:
- 2. Platz Literaturpreis Literaturfestival Weinheim

2024:
- Shortlist Literaturpreis Literaturfestival Weinheim
- 2. Platz Literaturpreis der Oberpfälzer Literaturtage
- Finalistin Mölltaler Geschichten Festival / 2. Platz Publikumspreis[2]
- Preisträgerin Literaturpreis „Die Feder“
- Shortlist Putlitzer Literaturpreis
- 2. Platz Literaturpreis Nord-Ost[3]

2025:
- 2. Platz Short Story Literaturpreis Krefeld
- Anthologie Sternenblick Lyrikpreis

## Engagement
Schlegel ist Mitglied im Syndikat – Autorengruppe deutschsprachige Kriminalliteratur und im Kunstverein Kempen. Sie engagiert sich für Erinnerungskultur, Gleichberechtigung, Chancengleichheit sowie Tier- und Umweltschutz. Zudem organisiert sie Lesungsformate wie „Tina Schlegel & Friends – Lesung mit Musik“ und „Kunst im Dialog“.